# Kołos Kowaliwka (piłka nożna kobiet)
Kołos Kowaliwka (ukr. ЖФК «Колос» Ковалівка) – ukraiński klub piłki nożnej kobiet, mający siedzibę w miejscowości Kowaliwka rejonu białocerkiewskiego na północy kraju. Od sezonu 2021/22 występuje w rozgrywkach ukraińskiej Wyższej ligi.

## Historia
Chronologia nazw:
- 2020: Kołos Kowaliwka (ukr. ЖФК «Колос» Ковалівка)

Żeński klub piłkarski Kołos Kowaliwka został założony w Kowaliwka latem 2020 roku, po tym jak klub piłkarski Kołos Kowaliwka ogłosił utworzenie kobiecej drużyny, zgodnie z nowymi wymogami strategicznego planu rozwoju kobiecej piłki nożnej na Ukrainie na lata 2020-2024, zatwierdzonego przez Komitet Wykonawczy UAF, wszystkie kluby UPL muszą mieć w swojej strukturze drużyny kobiece. W sezonie 2021/21 drużyna została zgłoszona do rozgrywek Pierwszej ligi, w której zwyciężyła. W następnym sezonie 2021/22 zespół debiutował w Wyższej lidze.

## Barwy klubowe, strój, herb, hymn
|  |  |

Klub ma barwy biało-czarne. Piłkarki domowe spotkania zazwyczaj grają w białych koszulkach, białych spodenkach oraz białych getrach.
Godło klubu składa się z dwóch nałożonych na siebie dużych liter czarnego koloru "KK", co oznacza nazwę klubu "Kołos Kowaliwka". Po lewej stronie od góry w dół widnieje nazwa klubu po angielsku "FC Kolos" w kolorze czarnym.

## Sukcesy

### Trofea międzynarodowe
Do chwili obecnej klub jeszcze nigdy nie zakwalifikował się do rozgrywek europejskich.

### Trofea krajowe
| \| \| Zdobyte trofea w rozgrywkach Ukrainy (stan na: 31-05-2023) \| |                                                            |      |          |
| Rozgrywki                                                           | Osiągnięcie                                                | Razy | Sezon(y) |
| Mistrzostwo                                                         | I miejsce                                                  | 0    |          |
| Mistrzostwo                                                         | II miejsce                                                 | 0    |          |
| Mistrzostwo                                                         | III miejsce                                                | 0    |          |
| Mistrzostwo                                                         | 5.miejsce                                                  | 1    | 2021/22  |
| Puchar                                                              | zdobywca                                                   | 0    |          |
| Puchar                                                              | finalista                                                  | 1    | 2021/22  |
| II liga                                                             | I miejsce                                                  | 1    | 2020/21  |
| II liga                                                             | II miejsce                                                 | 0    |          |
| II liga                                                             | III miejsce                                                | 0    |          |
| Ukraina                                                             | Zdobyte trofea w rozgrywkach Ukrainy (stan na: 31-05-2023) |      |          |

## Poszczególne sezony

### Rozgrywki międzynarodowe

#### Europejskie puchary
Nie uczestniczył w rozgrywkach europejskich.

### Rozgrywki krajowe
| \| Ukraina \| Bilans występów klubu w rozgrywkach piłkarskich Ukrainy (Stan na 31 maja 2023 r.) \| \| |                                                                                   |        |       |    |   |   |    |    |     |         |        |        |      |
| Poziom                                                                                                | Rozgrywki                                                                         | Sezony | Mecze | Z  | R | P | B+ | B– | Pkt | Lata    | Awanse | Spadki | Naj. |
| I | Wyszcza liha                                                                      | 1      |       |    |   |   |    |    |     | od 2021 | 0      | 0      | 5    |
| II | Persza liha                                                                       | 1      | 16    | 14 | 0 | 2 | 95 | 4  | 42  | 2020/21 | 1      | 0      | 1    |
| | Puchar Ukrainy                                                                    | 2      |       |    |   |   |    |    |     | od 2020 | 0      | 0      | 2    |
| Ukraina                                                                                               | Bilans występów klubu w rozgrywkach piłkarskich Ukrainy (Stan na 31 maja 2023 r.) |        |       |    |   |   |    |    |     |         |        |        |      |

## Piłkarki, trenerzy, prezydenci i właściciele klubu

### Trenerzy
| Lp. | Imię i nazwisko  | Okres urzędowania | Okres urzędowania |
| --- | ---------------- | ----------------- | ----------------- |
| 1.  | Ludmyła Pokotyło | 01.05.2020        | obecnie           |

## Struktura klubu

### Stadion
Drużyna rozgrywa swoje mecze domowe na stadionie NTB Kołos w Sofijiwśkiej Borszczahiwce, który może pomieścić 1.000 widzów. W sezonie 2020/21 grała na stadionie Centralnym w Kałyniwce.

## Kibice i rywalizacja z innymi klubami

### Derby
- Dynamo Kijów
- Ateks Kijów